# جوني بنسون جونيور
جوني بنسون جونيور (بالإنجليزية: Johnny Benson, Jr.)‏ هو سائق سيارة سباق أمريكي، ولد في 27 يونيو 1963 في غراند رابيدز في الولايات المتحدة.

## وصلات خارجية
- الموقع الرسمي
- جوني بنسون جونيور على موقع Racing-Reference.info (الإنجليزية)